# Centrophantes
Genre
Centrophantes est un genre d'araignées aranéomorphes de la famille des Linyphiidae.

## Distribution
Les espèces de ce genre se rencontrent en Europe.

## Liste des espèces
Selon World Spider Catalog (version 16.5, 03/08/2015) :
- Centrophantes crosbyi (Fage & Kratochvíl, 1933)
- Centrophantes roeweri (Wiehle, 1961)

## Publication originale
- Miller & Polenec, 1975 : Centrophantes gen. n. und zwei neue Lepthyphantes Arten aus Slovenien (Chelicerata: Aranea). Věstník Československé společnosti zoologické, vol. 39, p. 126-134.